# 梅内塞斯德坎波斯
梅内塞斯德坎波斯，是西班牙卡斯蒂利亚-莱昂帕伦西亚省的一个市镇。 总面积28平方公里，总人口134人（2001年），人口密度5人/平方公里。